# حظ

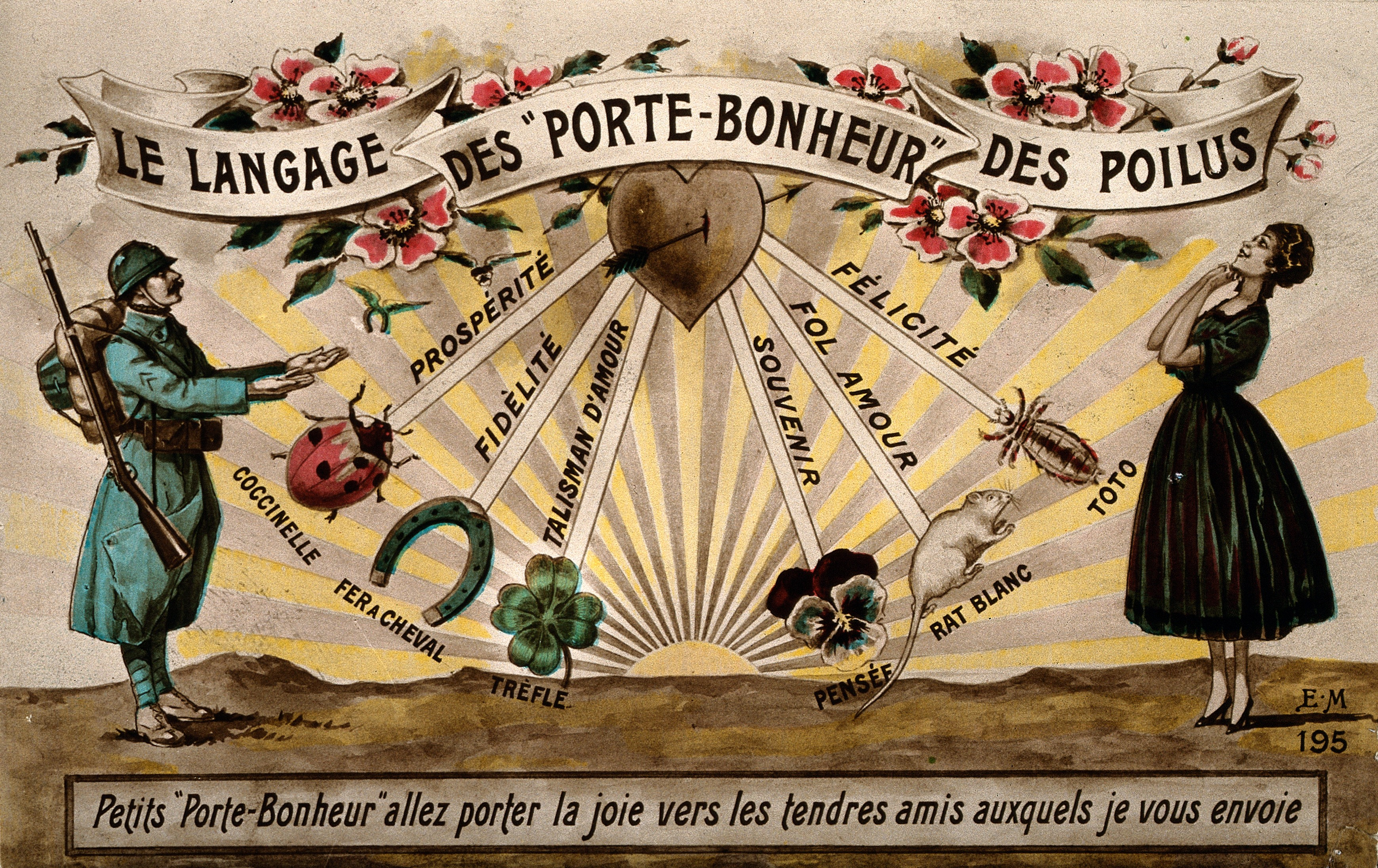

الحظ هو حدث يقع للمرء ويكون خارج نطاق إرادته أو نيته أو النتيجة التي يرغب فيها. تختلف وجهات النظر في الثقافات المختلفة حول الحظ، فهناك ما يعدها أمرًا مرتبطًا بالفرص العشوائية ومنها ما يربطها بتفسيرات متعلقة بالإيمان والخرافة. مثلًا، اعتقد الرومان أن الحظ تجسد في الإلهة فورتونا، ورأي الفيلسوف دانيال دينيت أن «الحظ هو مجرد حظ» وليس خاصية لفرد أو شيء، ورأى كارل يونغ أن الحظ يمثل تزامنًا ذا معنى، ووصفه بأنه «صدفة ذات معنى». للحظ رموز كثيرة لدى ثقافات مختلفة حول العالم بغض النظر عن اديانها ومستوى التعليم والمستوى المعيشي.
يُعتقد في بعض التفسيرات أن الحظ سمة تختص بشخص أو كائن، أو أن الحظ نتيجة رضاء أو سخط الآلهة على شخص ما. غالبًا ما تصف هذه التفسيرات كيفية حصول المخلوق على الحظ أو سوء الحظ، مثل إرتداء قلادة جالبة للحظ أو تقديم التضحيات أو صلوات معينة إلى إله. عندما يُقال «ولد هذا الشخص محظوظًا» قد يُقصد من وراء هذه العبارة معانٍ مختلفة، منها: قد تعني ببساطة أنه وُلِد في عائلة أو ظروف جيدة؛ أو أنه عادةً ما يختبر أحداثًا إيجابية بدون توقع منه، أو أنه محظوظ بسبب بعض الصفات المتوارثة، أو بسبب مباركة الإله أو الآلهة في بعض الديانات التوحيدية أو متعددة الآلهة.
ترتبط العديد من الخرافات بالحظ، على الرغم من أنها غالبًا ما تكون خاصة بثقافة معينة أو مجموعة من الثقافات المتشابهة، وفي بعض الأحيان المتناقضة. على سبيل المثال، تشتمل رموز الحظ على الرقم 7 في الثقافات المتأثرة بالمسيحية، ولكن يعتبر الرقم 8 في الثقافات المتأثرة بالصين برقم الحظ. وهناك العديد من الرموز والأحداث التي يستدل عليها بالنحس، مثل: دخول المنزل من باب والخروج منه من باب مختلف، فهو يُعد نحسًا في الثقافة اليونانية، ورمي الحجارة في مهب الريح في ثقافة النافاجو، ورؤية أو تواجد الغربان يجلب النحس في الثقافة الغربية. قد ترتبط هذه المعتقدات في بعض الثقافات بحقائق أخرى أو رغبات، على سبيل المثال: في الثقافة الغربية، قد يُعتبر فتح مظلة في الداخل أمرًا يجلب النحس؛ لأنه من الممكن أن يتأذى شخص ما في عينه عند فتح المظلة في مكان ضيق إلى حد ما؛ في حين أن مصافحة كنّاس المداخن قد تجلب النحس، على الرغم من كون هذا الفعل لطيف إلا أنه غير سار نظرًا لطبيعة عملهم والتي تجعل أيديهم مغطاة بالرماد. أما في الثقافة الصينية، لا يحبون سماع الرقم 4 لأنه يتفق في النطق مع كلمة الموت مما يسبب ايمانًا واسعًا في تلك الثقافة بسوء الحظ. توجد العديد من الأنظمة والمدارس الروحية التي قد تُصنف بأنها معقدة للغاية ومتناقضة أحيانًا لوصف الأوقات الكونية السعيدة وتلك المشؤومة وترتيبات الأحداث الكونية، مثل فينج شوي في الثقافة الصينية وأنظمة علم الفلك والتنجيم في مختلف الثقافات حول العالم.
في العديد من الديانات المتعددة الآلهة تُقدس آلهة أو آله محدد ويرتبط بالحظ وبالنحس، بما في ذلك الإلهة فورتونا والتي يجتزأ من أسمها كلمة حظ باللغة الإنجليزية Fortunate، والإله فيليستاس في الديانة الرومانية القديمة، وديدون في الديانة النوبية، وآلهة الحظ السبعة في الأساطير اليابانية، الجندي الأمريكي الأسطوري جون فروم في ديانات الشحن، والألكشمي المشؤوم في الهندوسية.